# Victor Santos
Victor Santos (Aussprache [ˈviktoʁ ˈsɐ̃tus]; * 27. Juni 1997 in São Paulo) ist ein brasilianischer Skilangläufer.

## Werdegang
Santos nahm in der Saison 2015/16 an Juniorenrennen teil und startet seit der Saison 2016/17 vorwiegend an kontinentalen Wettbewerben. Bei den Junioren-Skiweltmeisterschaften 2017 in Soldier Hollow kam er auf den 70. Platz über 10 km Freistil und auf den 64. Platz im Sprint. Im Februar 2017 errang er bei den Nordischen Skiweltmeisterschaften in Lahti den 135. Platz im Sprint. Bei den U23-Weltmeisterschaften 2018 in Goms lief er auf den 71. Platz im Sprint und bei den Olympischen Winterspielen 2018 in Pyeongchang auf den 110. Platz über 15 km Freistil. Im folgenden Jahr belegte er bei den Nordischen Skiweltmeisterschaften in Seefeld in Tirol den 110. Platz im Sprint. Bei den Nordischen Skiweltmeisterschaften 2021 in Oberstdorf kam er auf den 111. Platz im Sprint, auf den 33. Rang zusammen mit Manex Silva im Teamsprint und auf den 18. Platz mit der Staffel.